# Federația de Fotbal a Guineei Ecuatoriale
Federația de Fotbal a Guineei Ecuatoriale (spaniolă Federación Ecuatoguineana de Fútbol) (FEGUIFUT) este forul ce guvernează fotbalul în Guineea Ecuatorială. Se ocupă de organizarea echipei naționale și a campionatului.